# はやさかあみい
はやさか あみいは、日本の漫画家。神奈川県出身、女性。獅子座のO型。

## 概要
1974年『週刊少女フレンド』（講談社）12月5日号に掲載の「マミー・グウ」でデビュー。『週刊少女フレンド』（講談社）や『プチフラワー』（小学館）などで執筆、その後『Hiミステリー』や『ハーレクインコミックス』などで幅広く活躍している。

## 作品リスト

### 長編
- 「ストロベリイ♡ラプ（ハニー♡ハニー）」（1980年2 - 5月号、ハローフレンド）
- 「スマイル・ミー」（1980年15号 - 1980年19号、週刊少女フレンド）
- 「ライラック・タイム」（1981年6号 - 1981年10号、週刊少女フレンド）
- 「風の王宮」（1987年9 - 12月号、月刊プチフラワー）

## 講談社執筆作品
週刊少女フレンド
- 「マミー・グウ」1974年12月5日号
- 「キュートな恋のハプニング」1975年9月20日号
- 「冬木立」1975年
- 「白い朝にプレゼント」1975年1月20日号
- 「チョコレートはハート形」1976年4月5日号
- 「海の小景-砂のお城」1976年10月5日号
- 「海の小景-かすみ草」1976年10月20日号
- 「海の小景-最終回」1976年1月5日号
- 「小さなレディー」1976年8月20日号
- 「咲ちゃんとアップルパイ」1977年2月20日号
- 「アコとおやじと太陽と」1977年3月20日号
- 「すずらんつんで…」1977年5月5日号
- 「のいちごの森」1977年6月5日号
- 「さよならは一度だけ」1977年9月5日号
- 「失格ママの桐子さん」1977年10月5日号」
- 「雨のにおう窓」1977年11月25日増刊
- 「ライムドロップス」1978年2月5日号
- 「アムールの矢」1978年3月20日号
- 「真紀ちゃんの騎士」1978年7月5日号
- 「組曲ドリー」1978年15号
- 「風紀委員に弱みあり」1978年20号
- 「うわさのムサシ紳士道」1978年12月20日号
- 「ミラ様いざわが胸に！」1979年2月25日増刊
- 「わたしがいれたダージリン」1979年3月20日号
- 「愛しのスワニルダへ」1979年8月25日増刊号
- 「はるかな夢の国へ…」1980年10号
- 「夢ひとつ愛あなた」1979年11月25日増刊
- 「初恋だより・つぐみより」1980年12月20日号-1981年1月5日号
- 「オレンジモーニング」1981年14号
- 「マリエやさしさノート」（原作・佐藤春美）1981年17-18号
- 「いつか街角に」1981年23号
- 「夢飛行」1982年ハローフレンド2月号
- 「ストロベリー♡アフタヌーン」1982年5号
- 「アップルティーをふたつ」1982年11号
- 「花がたみ」1982年
- 「夜叉舞」1982年
- 「恋にリボンをかけて」1983年1月1日号
- 「黒のタペストリー」1983年5-6号
- 「アイスクリーム・キッス」1983年6月20日号
- 「ガラスの靴をさがして」1984年9号
- 「花影のほほえみ」1984年

ハローフレンド
- 「夢飛行」1982年2月号
- 「愛しのオディロン」1984年2月号
- 「先生あのネェ・・・」1984年5月号
- 「恋はフルタイムで」1984年7月号

mimi DX
- 「水の中のかげろう」1984年12月号
- 「どこを切っても金太郎」1986年4月号

ザ・フレンド
- 「迷宮のペルソナ」（原作・やまもとあつこ）1984年ザ・フレンドAUTAMN号

mimi Carnival
- 「水色吐息」1988年mimiCarnival7月号

## 小学館執筆作品
プチフラワー
- 「夜毎のバラ」1987年3月号
- 「エメラルドの花束」1987年12月号
- 「群れなす蝶の城」1989年5月号
- 「イザベルの瞳」1990年5月号

ちゃお
- 「アメリア・エアハルト　大空にかける夢」1991年いのち輝くときシリーズ

## 青葉出版執筆作品
Hime
- 「乱舞」1989年2月号
- 「女優」1990年4月号
- 「ダフネ」1990年HimeSpecial no.2
- 「エアープランツ」1990年7月号
- 「ヴィオレッタ」1991年7月号
- 「天使の薔薇」1992年HimeSpecial1月号
- 「TWO WEEKS」1992年HimeSpecial2月号
- 「接吻」1993年
- 「冬の葬列」（キアラ2）1994年HimeSpecial2-3月号

サクラミステリー
- 「蕁麻（イラクサ）の女」1992年2月号
- 「湿原」1993年vol22
- 「仮面の市」1993年vol25

## 宙出版執筆作品
Mystery I
- 「皮肉」1991年vol.20
- 「オピウム」1993年

Aya
- 「月のアマランス」1993年11月号
- 「蠱惑の蛇」1994年1月号
- 「残酷な愛の夢」1994年3月号
- 「セラフィタ」1994年5月号
- 「お望みのまま」1994年6月号
- 「セレスト」1994年7月号
- 「眠れる美女」1994年11月号
- 「召使」スペシャルAya　No.2
- 「悪魔の口づけ」スペシャルAyaNo.4
- 「春の闇」1996年5月号
- 「罠」1996年9月号
- 「千夜の罪のもとで」1997年1月号
- 「ハンカチの木」

Hi ミステリー
- 「展翅」
- 「微笑と唇のように結ばれて」（原作・中島らも「白いメリーさん」講談社文庫版）2001年4月号
- 「象牙色の手」2002年1月号
- 「耳飢え」（原作・中島らも「人体模型の夜」集英社文庫）2002年
- 「His Doll」2002年8月号
- 「シークレットアイズ」2002年10月号
- 「101号室の女」（原作・折原一（講談社文庫版）2002年11月号
- 「死の天使は今夜も囁く」2003年1月号
- 「あかない扉」2003年12月号
- 「からみつく匂い」
- 「つぐない」（原作・菅浩江「夜陰譚」光文社）2003年2月号
- 「匂いたつ絹」2003年4月号
- 「奔流2003年7月号
- 「アカルイミライノ」2003年8月号
- 「オモチャ箱」2003年9月号
- 「月下の蘭」（再録）2003年10月号
- 「フレッシュ・グループフルーツ・ジュース」2003年10月号
- 「パンドラの箱」（再録）2003年11月号
- 「化身」2004年2月号
- 「雨の夜が好き」2004年
- 「夢の殺人者」（再録）2004年8月号
- 「占いマニア」2005年1月号
- 「音楽会」/宙出版[愛の女神たち3月号]1994年
- 「ラヴァーズ・コンチェルト」/宙出版[美粋1月号]1997年
- 「憑かれる」（原作・貫井徳郎「崩れる」集英社文庫版）　[お隣の秘密7]2002年
- 「悦楽のすみか」[お隣の秘密12]2003年10月
- 「欲望の鏡」（再録）[お隣の秘密13] 2003年12月
- 「落花」（原作・永井するみ「天使などいない」光文社文庫版）[主婦のためのミステリー」2004年7月
- 「スワン」（再録）[主婦のためのミステリーvol.2]2004年10月

## ぶんか社執筆作品
まんがグリム童話
- 「賢者の贈り物」原作・オー・ヘンリー
- 「浄められし夜」原作・オー・ヘンリー（「警官と讃美歌」）
- 「喪服のフィアンセ」原作・オー・ヘンリー（「伯爵と結婚式の客」）
- 「真実を語る絵」原作・オー・ヘンリー（「マディソン・スクエア千一夜物語」）2002年1月号
- 「魂のジュリエッタ」原作・エドモンド・デ・アミーチス「クオーレ」所収「難破船」2002年5月号
- 「1000ドル」原作・オー・ヘンリー 2002年11月号
- 「貴婦人は微笑する」原作・ドストエフスキー（「クリスマスと結婚式」）
- 「美女と野獣」原作・グリム童話（「夏の庭冬の庭」）2007年7月号
- 「塔の中の王女」フランス民話
- 「6羽の白鳥」
- 「がちょう番の娘」原作・グリム童話より
- 「ろばの皮」原作・ペロー童話より

離婚ミステリー
- 「幸せの砂糖菓子」（再録）/vol.7 2000年9月
- 「羊歯の寝床」（再録）vol.10 2000年12月
- 「大いなる誤算」（再録）vol.13 2001年3月
- 「怪獣時間」（再録）vol.14 2001年4月
- 「恋人のままで」（再録）vol.15 2001年5月

## その他の出版社執筆作品
- 「胃袋に愛をこめて」/祥伝社[結婚しよっ♡]1999年9月
- 「夜会服はLサイズ」/ワニマガジン[やせるマンガ3月号]2001年3月
- 「赤いドレス」（再録）/少年画報社[恋する主婦の熱愛・家族愛vol.1]2005年2月2日号
- 「マリー・ベッツェラ」/NTTソルマーレ・電子書籍2008年

## 既刊単行本
- 「緑の中で鬼ごっこ」かもめCOMIX 芸文社1976年8月5日発売
- 「初恋絵本」フレンドKC1979年9月9日発売
- 「ハニー・ハニー　ストロベリイ・ラブ」フレンドKC1980年4月15日発売
- 「はるかな国へ・・・」フレンドKC　1980年9月15日発売
- 「スマイル・ミー」フレンドKC　1981年1月15日発売
- 「ライラック・タイム」フレンドKC　1981年7月発売
- 「初恋便り・つぐみより」フレンドKC　1982年1月11日発売
- 「アップルティーをふたつ」フレンドKC　1982年7月15日発売
- 「黒のタペストリー」フレンドKC　1983年4月14日発売
- 「毎日がハネムーン」フレンドKC　1984年11月発売
- 「恋はフルタイムで」フレンドKC　1984年9月14日発売
- 「迷宮のペルソナ」フレンドKC　1985年3月14日発売
- 「スペア・キー」　講談社コミックスミミ1988年10月13日発売
- 「風の王宮」（桐生操）　プチフラワーコミックス　1989年1月20日発売
- 「水蛇」スコラレディーコミックス　1992年12月16日発売
- 「悦楽のすみか」エメラルドコミックス　1993年7月5日発売
- 「まんがグリム童話　賢者の贈り物」ぶんか社文庫　2008年11月

## 既刊ハーレクイン・エメラルド（ハーモニィ）コミックス
- 「甘い復讐」（原作・サラ・ホーランド）2000年2月
- 「恋と剣」1-2（原作・エリザベス・メイン）2000年11月
- 「今年の夏突然に」（原作・ペニー・ジョーダン）2001年7月
- 「エジェルン・キス」（原作・ケイ・ソープ）2002年1月7日
- 「フィレンツェは永遠に」（原作シャーロット・ラム）2004年9月1日
- 「恋する修道女」（原作・ヴァイオレット・ウィンズピア）2005年10月1日
- 「きみの声が聞こえる」（原作・シャロン・サラ）2007年12月1日
- 「春の妖精」（原作・シャーロット・ラム）2008年2月1日
- 「君なくて」（原作・エマ・ダーシー）2008年6月1日
- 「別れのクリスマス」（原作・レイ・マイケルズ）2008年12月
- 「束の間の夢でも」（原作・マーナ・テンティ2009年6月
- 「美しく傲慢な美術商」書下ろし　2010年3月1日
- 「悲しい嘘を重ねても」（原作・キャサリン・スペンサー）2010年10月1日
- 「逃げ出した愛人」（原作・ジュリア・ジェイムズ）2011年6月1日
- 「捨てられたシンデレラ」（原作・ナタリー・リバース）2012年2月1日
- 「偽りのフィアンセin Roma」書下ろし　2012年9月1日
- 「愛しているといえなくて」（原作・ミランダ・リー）2013年5月1日
- 「The Colour Desire」英語版（君なくて）

　　（原作・エマ・ダーシー）2013年8月
- 「花嫁になれる日」（原作・ダイアナ・パーマー）2014年6月2日
- 「憎い誘惑」（原作・アンジェラ・ウェルズ）2015年5月1日
- 「キリキアス家の宝石」（原作・サラ・ウッド）2015年10月1日
- 「The Greek's Million-Dollar Baby Bargain」英語版（逃げ出した愛人）

　　（原作・ジュリアン・ジェイムズ）2016年1月
- 「追憶のローマ」（原作・キャスリン・ロス）2016年2月27日
- 「シークと籠の小鳥」（原作・スーザン・スティーヴンス）2016年7月11日
- 「命の芽吹くパリで」（原作・アニー・ウエスト）2017年1月1日

ハーレクイン雑誌掲載作品（そのまま電子書籍化している）
- 「急ぎすぎた別れ」（原作・メラニー・ミルバーン）
- 「シークと籠の小鳥」（原作・スーザン・スティーヴンス）2013年2月21日別冊ハーレクイン
- 「二人で暮らせば」（原作・ジェシカ・スティール）2015年1月1日別冊ハーレクインvol41